# جاك اولبرايت
جاك اولبرايت (بالإنجليزية: Jack Albright)‏ هو لاعب كرة قاعدة أمريكي، ولد في 30 يونيو 1921 في سانت بيترسبرغ في الولايات المتحدة، وتوفي في 22 يوليو 1991 في سان دييغو في الولايات المتحدة.

## وصلات خارجية
- جاك اولبرايت على موقعبيزبول رفرنس.كوم (الدوري الرئيسي) (الإنجليزية)
- جاك اولبرايت على موقع مشجعي الرسوم البيانية (الإنجليزية)